# Maletswai

Gemeindegebiet bis 2016

Wappen der Gemeinde

Maletswai (englisch Maletswai Local Municipality) war eine Lokalgemeinde im Distrikt Joe Gqabi der südafrikanischen Provinz Ostkap. Der Sitz der Gemeindeverwaltung befand sich in Aliwal North. Ihr Territorium ging im August 2016 in die neu gebildete Lokalgemeinde Walter Sisulu ein.
Der Name der Lokalgemeinde ist ein Sesotho-Wort und bedeutet „Ort des Salzes“. Er bezieht sich auf eine Mineralquelle, die als Aliwal Spa bekannt ist. Das Motto der Gemeinde war Kopano ke matla, etwa: „Einigkeit ist Kraft“.

## Städte/Orte
- Aliwal North
- Jamestown

Demografie
Auf einer Fläche von 4.358 km² lebten 43.800 Einwohner (Stand 2011).